# Villa Storchennest

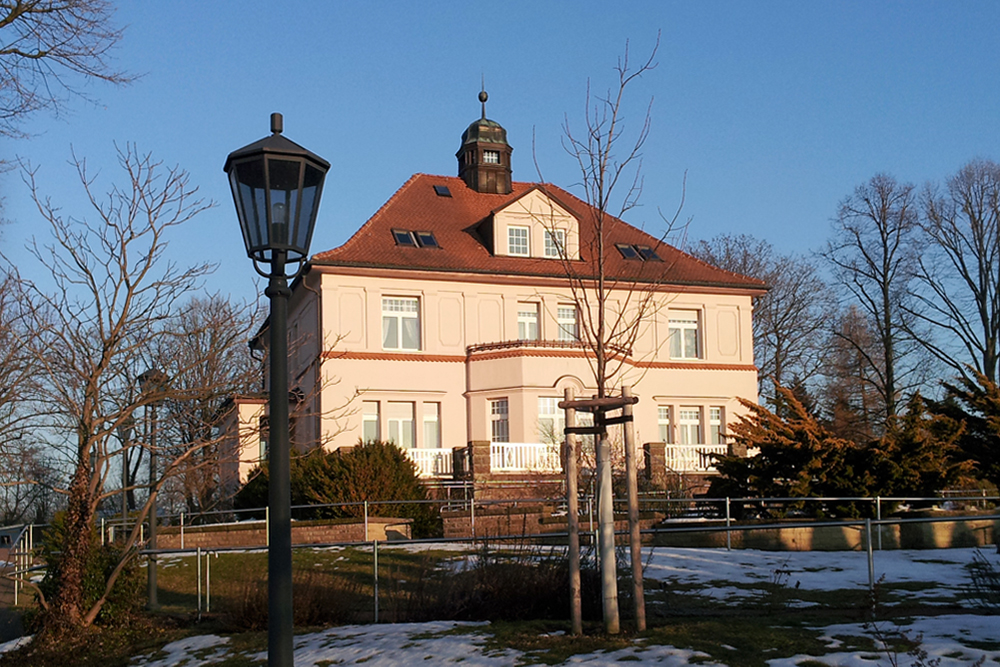
Die Villa Storchennest

Die Villa Storchennest ist ein 1912/13 errichtetes Gebäude in der sächsischen Stadt Radeberg. Gemeinsam mit einem Nebengebäude (einem Wirtschaftsgebäude, welches später die Bezeichnung Spatzenhof erhielt), steht die Villa auf der Kulturdenkmalliste der Stadt. Ursprünglich als Fabrikantenvilla für die Radeberger Glasindustrie der Familiendynastie Hirsch erbaut, dient es seit 1993 dem Taubblindendienst als Begegnungsstätte. Rings um das Gebäude befindet sich der Botanische Blindengarten Radeberg.

## Gebäude
Die Villa Storchennest ist ein dreistöckiges Bauwerk. Die Fassadengestaltung ist an den Jugendstil angelehnt. Die Art der Gestaltung erinnert an die Arbeiten des Architekten Hans Erlwein, der zahlreiche Häuser in Dresden entwarf. Vor dem Haupteingang (in Richtung Pillnitzer Straße) erstreckt sich eine Freitreppe, die über eine Terrasse in das Gebäude führt. Ober- und Erdgeschoss werden durch ein deutlich erkennbares Gurtgesims getrennt. Erker, Mauerblenden, Glattputzfelder und Balkone ergänzen das Erscheinungsbild der Fassade. Das Walmdach ist mit Dachgauben und einem kleinen Turm ausgestattet.

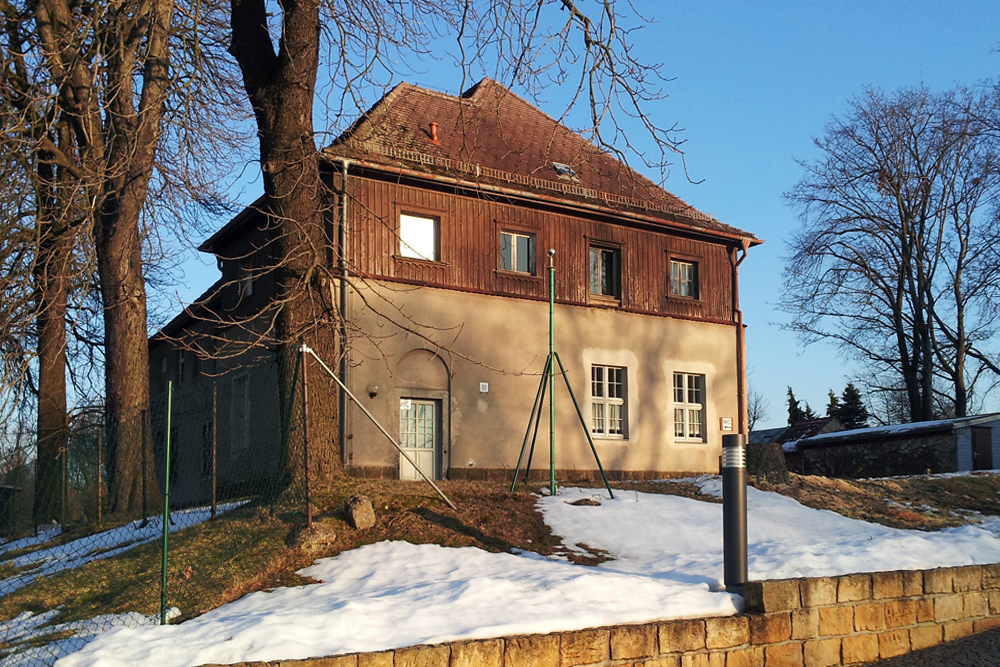
Der Spatzenhof

### Spatzenhof
Die Fassade des Wirtschaftsgebäudes entspricht dem architektonischen Stil der 1920er Jahre. Ähnlichkeiten zur Gestaltung der Häuser in der ab 1909 erbauten Gartenstadt Hellerau sind deutlich zu erkennen. Durch ihre solitäre Platzierung und das parkähnliche Umfeld der Villa bilden Storchennest und Spatzenhof eine bauliche Einheit.

## Geschichte

### Fabrikantenvilla
Um die Arbeitswege zu verkürzen, bauten die Angehörigen der Glasmacher-Familie Hirsch in Radeberg in der unmittelbaren Umgebung ihrer Fabriken mehrere Wohngebäude. Die später Storchennest genannte Villa ließ Max Bedrich, der Sohn von Carl August Bedrich (Mitbegründer der Tafelglashüttenwerk Wilh. Hirsch & Bedrich), errichten. Max Bedrich war außerdem der Ehemann von Elsa Hirsch, der Tochter des Glasfabrikanten Wilhelm Ernst Hirsch. Von Oktober 1912 bis Juli 1913 wurde die Villa durch das Baugeschäft von Walter Wilhelm Hirsch, einem Bruder von Elsa Bedrich-Hirsch, errichtet. Die explizite Namensnennung eines Architekten ist nicht überliefert. Regionalhistoriker gehen davon aus, dass (wie es zeitgenössisch oft üblich war) der ausführende Baumeister auch der Architekt des Gebäudes war. Max Bedrich starb 1924, seine Frau Elsa blieb mit den Kindern im Obergeschoss der Villa bis Anfang der 1940er Jahre wohnen. Die Wohnräume im Untergeschoss wurden vermietet.
Ende 1920 begann, ebenfalls im Auftrag der Tafelglashütte Hirsch & Bedrich, der Bau des Wirtschaftsgebäudes auf dem Flurstück neben der Villa. Die Bauleitung übernahm das Baugeschäft Ulbricht & Richter. Im Gebäude wurden Garagen und Wohnräume eingerichtet.
Bis 1941 (andere Quellen: 1942) blieb die Villa in Besitz der Familie Bedrich-Hirsch. Zusammen mit dem Wirtschaftsgebäude wurde sie an einen Gewürzgroßhändler aus Dresden verkauft, der mit seiner Familie in das Obergeschoss zog. Nach dem Ende des Zweiten Weltkriegs verließen die Bewohner die Villa, das gesamte Anwesen wurde Volkseigentum.

### Geburtsklinik
1956 wurde die Radeberger Geburtenstation in der ehemaligen Fabrikantenvilla eröffnet. Da laut einer weit verbreiteten europäischen Legende der Storch die Babys bringt, bekam die Einrichtung in der Bevölkerung daraufhin den Namen Storchennest verliehen. Diese Bezeichnung für die Villa blieb erhalten und wurde zum offiziellen Namen des Gebäudes. 1973 endete die Nutzung als Entbindungshaus. Die Villa wurde dem Verfall preisgegeben, der umliegende Park verwilderte. Bauarbeiten und Maßnahmen der Schädlingsbekämpfung (Schaben)  führten zwischen 1973 und 1985 zu gelegentlichen und befristeten Auslagerungen von Stationen des Stadtkrankenhauses "Dr. Paul Kirchner"  in die ehemalige Entbindungsklinik. Bis in die späten 1980er Jahre gab es keine weitere Nutzung der Anlage.

### Taubblindendienst
Im Jahr 1987 wurde der Taubblindendienst, Arbeitsgemeinschaft im Diakonischen Werk – Innere Mission und Hilfswerk – der Evangelischen Kirchen in der DDR (kurz: AG Taubblindendienst) gegründet. Die Arbeitsgemeinschaft entschloss sich 1988, die inzwischen zur Ruine verfallene Villa Storchennest zu restaurieren und für den Taubblindendienst zu nutzen. Nach der Erteilung des Nutzungsvertrages durch die ostdeutschen Behörden begannen am 1. November 1989 unter der Leitung von Ruth Zacharias die Sanierungsarbeiten. Die Fassade wurde im historischen Stil erneuert. Die ehemals großen Räume der Villa wurden in mehrere kleinere unterteilt und auf die Bedürfnisse taubblinder Menschen zugeschnitten. Der Stadtrat Radeberg beschloss im Juni 1990 offiziell den Verkauf der Villa an den Taubblindendienst. Im Juli 1993 ließ sich der Taubblindendienst im Grundbuch von Radeberg als Grundstückseigentümer eintragen. Am 12. September 1993 eröffnete die Villa Storchennest als Begegnungsstätte des Taubblindendienstes e.V.
Der Taubblindendienst erhielt 2005 das Nutzungsrecht für den Spatzenhof. Die Umbauarbeiten dieses Gebäudes zu einem Küchen- und Gemeinschaftsgebäude begannen 2012. Die Kosten wurden zum Teil durch das Diakonische Werk, den Freistaat Sachsen und die Aktion Mensch getragen.